# Heteropilumnus
Heteropilumnus is een geslacht van kreeftachtigen uit de klasse van de Malacostraca (hogere kreeftachtigen).

## Soorten
- Heteropilumnus amoyensis Gordon, 1931
- Heteropilumnus angustifrons (Alcock, 1900)
- Heteropilumnus ciliatus (Stimpson, 1858)
- Heteropilumnus cristatus (Rathbun, 1909)
- Heteropilumnus fimbriatus (H. Milne Edwards, 1834)
- Heteropilumnus granulimanus Ward, 1933
- Heteropilumnus hirsutior (Lanchester, 1900)
- Heteropilumnus holthuisi Ng & L. W. H. Tan, 1988
- Heteropilumnus lanuginosus (Klunzinger, 1913)
- Heteropilumnus longipes (Stimpson, 1858)
- Heteropilumnus longisetum Davie & Humpherys, 1997
- Heteropilumnus mikawaensis Sakai, 1969
- Heteropilumnus sasekumari Serène, 1971
- Heteropilumnus satriai Yeo, Rahayu & Ng, 2004
- Heteropilumnus setosus (A. Milne-Edwards, 1873)
- Heteropilumnus splendidus (de Man, 1929)
- Heteropilumnus stormi de Man, 1895
- Heteropilumnus trichophoroides de Man, 1895
- Heteropilumnus trichophorus de Man, 1895